# ピナコール転位
ピナコール転位（ピナコールてんい、英: pinacol rearrangement）は 1,2-ジオールが酸触媒下に脱水と同時に置換基の転位を起こしカルボニル化合物を与える反応のことである。
代表的な例としてピナコール（2,3-ジメチル-2,3-ブタンジオール）からピナコロン（またはピナコリン、3,3-ジメチル-2-ブタノン）への転位が知られるため、ピナコール転位あるいはピナコロン転位、ピナコリン転位、ピナコール-ピナコロン転位の名で呼ばれる。カルベニウムイオン（カルボカチオン）の 1,2-転位を転位の鍵段階とし、ワーグナー・メーヤワイン転位の一種である。

## 反応機構
1. 2つのヒドロキシ基のうち一方にプロトンが付加した後、水分子として脱離してカルボニウムイオンを生成する。
2. ヒドロキシ基の残っている炭素上から置換基が、正電荷を持つ炭素上へ1,2-転位する。
3. ヒドロキシ基からプロトンが脱離して炭素-酸素間が二重結合となり反応が完結する。

1. の段階では生成するカルボニウムイオンの安定性がより高い、より級数の大きいヒドロキシ基が脱離する傾向がある。
2. の段階ではより電子供与性の大きい置換基が転位する傾向がある。すなわち水素よりアルキル基、アルキル基よりアリール基が転位しやすい。